# Alexander Blackburn Bradford
Alexander Blackburn Bradford (* 2. Juni 1799 in Jefferson County, Tennessee; † 10. Juli 1873) war ein US-amerikanischer Politiker.
Bradford bekleidete 1837 einen Sitz im Senat von Tennessee. Danach war er Mitglied der State Legislature von Mississippi. Er diente auch während des Mexikanisch-Amerikanischen Kriegs (1846–1848) in der United States Army, wo er den Dienstgrad eines Majors bekleidete. Als sich dann Mississippi 1861 loslöste, vertrat er jenen Staat im Provisorischen Konföderiertenkongress.
Er verstarb 1873 und wurde anschließend auf dem Hillcrest Cemetery beigesetzt.